# Antônio Carlos Pires
Antônio Carlos Pires (Rio de Janeiro, 1 de janeiro de 1927 — Rio de Janeiro, 28 de fevereiro de 2005) foi um ator e humorista brasileiro.

## Carreira
Foi um dos humoristas pioneiros do rádio brasileiro, atuando na rádio Mayrink Veiga, nos anos 1940. Estreou no cinema em 1953, em Santa de um Louco, de George Dusek. Celebrizou-se em chanchadas como O Primo do Cangaceiro, Trabalhou Bem, Genival, Tira a Mão Daí, Genival é de Morte, O Batedor de Carteiras, Quanto Mais Samba, Melhor, Aí Vem a Alegria, Pintando o Sete e Os Mendigos.
Chegou à televisão pelo final dos anos de 1950, na TV Rio interpretando um cabeleireiro que ficava fazendo fofoca com as suas clientes e, em 1966 foi para a TV Excelsior, estreou na novela O Anjo e o Vagabundo, de Benedito Ruy Barbosa, e depois em Éramos Seis, de Pola Civelli, baseada na obra de Maria José Dupré, ambas transmitidas pela TV Tupi. A partir de então, passou a intercalar novelas com filmes, que era o seu principal espaço de atuação. Nessa época, fez Anuska, Manequim e Mulher, O Donzelo e Vinte Passos para a Morte, ao mesmo tempo em que participou das novelas da TV Excelsior: O Direito dos Filhos, A Muralha e A Pequena Órfã; e de As Pupilas do Senhor Reitor e Tilim, transmitidas pela TV Record.
A partir dos anos 1970, passou a atuar definitivamente na Globo. Foi nessa época que retornou às suas raízes humorísticas ao atuar em programas como Satiricom, Planeta dos Homens, Chico Anysio Show e Escolinha do Professor Raimundo. Neste último, onde atuou ao lado de antigos colegas como Chico Anysio, Grande Otelo, Zezé Macedo e Nádia Maria, interpretou seu personagem mais famoso, Joselino Barbacena, um aluno oriundo da cidade mineira de Barbacena que sempre tentava inutilmente se esconder do professor Raimundo. Atuou nesta de 1990 a 1994.
Em 1995, após dez anos longe dos cinemas, atuou em seu último filme: O Quatrilho, ao lado de sua filha Glória Pires.
Sofrendo do Mal de Parkinson, parou de atuar pela dificuldade em decorar textos. Em 2002, perdeu a capacidade de falar. Em 23 de dezembro de 2004 foi internado na Clínica São José, na cidade do Rio de Janeiro, onde faleceu em 28 de fevereiro de 2005, vitimado por uma infecção generalizada, aos 78 anos.
Antônio Carlos foi casado com a empresária Elza Pires, falecida no início da década de 1990, com quem teve duas filhas: a terapeuta Linda Pires e a atriz Glória Pires. Eles também fundaram o Instituto Casazul para pessoas idosas.

## Filmografia
| Ano  | Título                          | Personagem                              | Notas                    |
| ---- | ------------------------------- | --------------------------------------- | ------------------------ |
| 1957 | Aí Vem a Dona Isaura            | —                                       |                          |
| 1958 | Noite de Gala                   | Professor Minciro                       |                          |
| 1959 | Noites Cariocas                 | Professor Minciro                       |                          |
| 1960 | Big-Show                        | —                                       |                          |
| 1960 | Botando Banca                   | —                                       |                          |
| 1960 | Feira Mais ou Menos Livre       | —                                       |                          |
| 1960 | Loredo Acontece                 | —                                       |                          |
| 1960 | Milhões de Napoleões            | —                                       |                          |
| 1960 | Pedro Mico                      | —                                       |                          |
| 1960 | Praça da Alegria                | —                                       |                          |
| 1960 | Tim-Tim por Tam-Tam             | —                                       |                          |
| 1960 | TV Rio... Riso                  | —                                       |                          |
| 1960 | Folias das Mercearias           | —                                       |                          |
| 1960 | Rio, Te Adoro                   | —                                       |                          |
| 1960 | TV... Se Te Agrada              | —                                       |                          |
| 1966 | O Anjo e o Vagabundo            | —                                       |                          |
| 1967 | Éramos Seis                     | —                                       |                          |
| 1968 | O Direito dos Filhos            | —                                       |                          |
| 1968 | A Muralha                       | —                                       |                          |
| 1969 | A Pequena Orfã                  | —                                       |                          |
| 1970 | Tilim                           | —                                       |                          |
| 1970 | As Pupilas do Senhor Reitor     | —                                       |                          |
| 1970 | Chico Anysio Especial           | Vários Personagens                      |                          |
| 1972 | Balança Mas Não Cai             | Vários Personagens                      |                          |
| 1972 | Caso Especial                   | —                                       |                          |
| 1972 | Bicho do Mato                   | Olegário                                |                          |
| 1972 | Comédia Especial                | —                                       |                          |
| 1972 | A Patota                        | Manuel Vira-Latas                       |                          |
| 1973 | Shazan, Xerife & Cia.           | —                                       |                          |
| 1973 | Satiricom                       | Vários Personagens                      |                          |
| 1973 | Chico City                      | Vários Personagens                      |                          |
| 1976 | Planeta dos Homens              | Vários Personagens                      |                          |
| 1978 | Kika & Xuxu                     | —                                       |                          |
| 1978 | Fantástico                      | Cantor                                  | Parceria com Lima Duarte |
| 1979 | Plantão de Polícia              | —                                       |                          |
| 1981 | Chico Total                     | Vários Personagens                      |                          |
| 1981 | O Bem-Amado                     | Encarregado da Fábrica Paraguaçu        | Participação especial    |
| 1981 | Obrigado, Doutor                | —                                       | Participação especial    |
| 1982 | Elas por Elas                   | Motorista                               | Participação especial    |
| 1982 | Caso Verdade                    | —                                       |                          |
| 1982 | Chico Anysio Show               | Joselino Barbacena / Vários Personagens |                          |
| 1983 | Eu Prometo                      | —                                       |                          |
| 1990 | Escolinha do Professor Raimundo | Joselino Barbacena                      |                          |